# Dubicze Cerkiewne (gmina)
Dubicze Cerkiewne – gmina wiejska w województwie podlaskim, w powiecie hajnowskim. W latach 1975–1998 gmina położona była w województwie białostockim.
Siedziba gminy to Dubicze Cerkiewne.
Według danych z 30 czerwca 2004 gminę zamieszkiwały 1953 osoby, a w 2011 roku 1602 osoby. Natomiast według danych z 31 grudnia 2017 roku gminę zamieszkiwało 1567 osób.

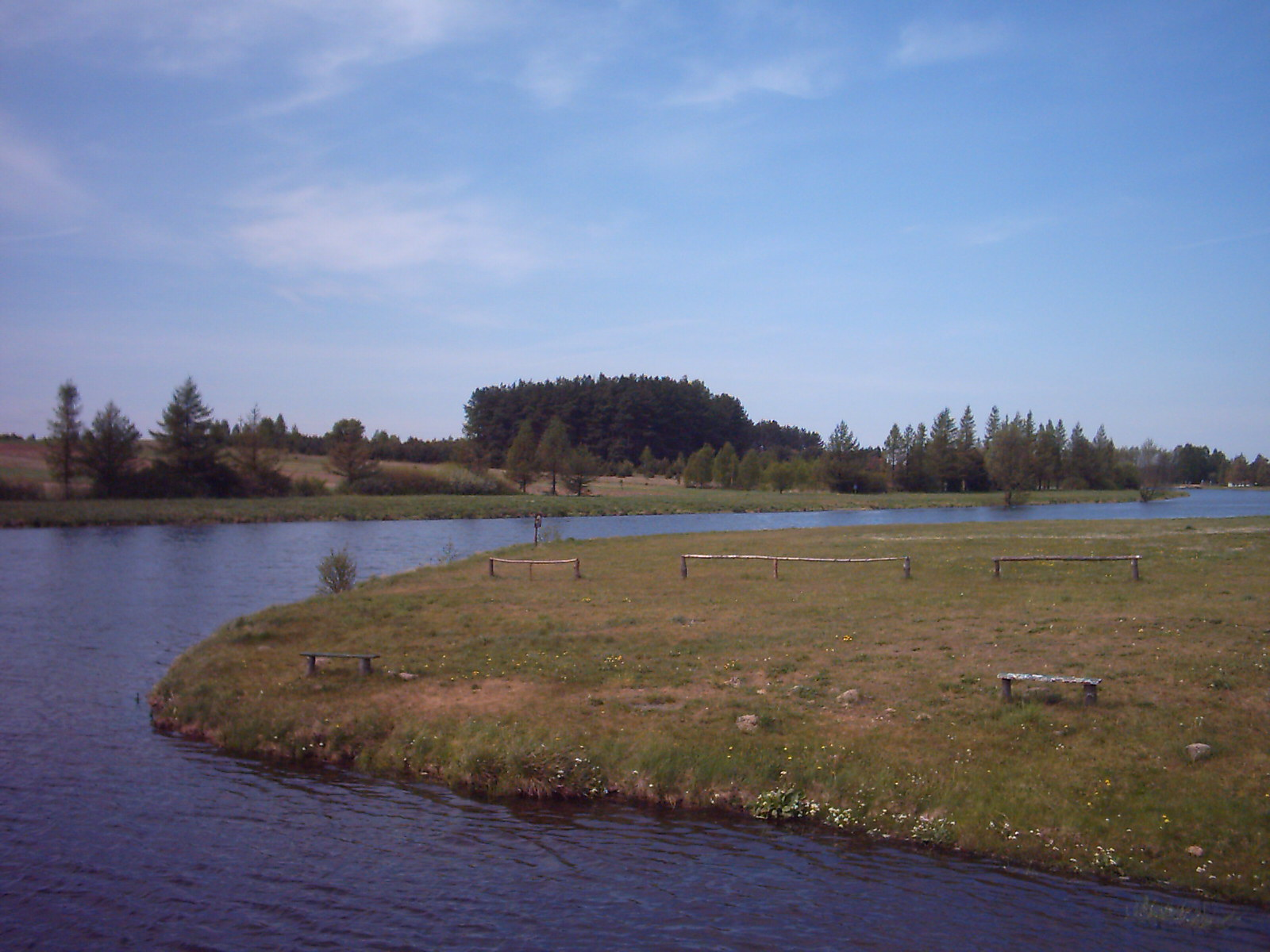

W 2015 roku gminę zamieszkiwało 1601 osób i była to druga gmina, po Krynicy Morskiej, o najmniejszej liczbie ludności.
Mieszkańcy gminy są w większości wyznania prawosławnego. Pozostali należą do zboru Kościoła Zielonoświątkowego, Kościoła Chrześcijan Baptystów, Świadków Jehowy, Kościoła Rzymskokatolickiego i Kościoła Adwentystów Dnia Siódmego.

## Struktura powierzchni
Według danych z roku 2002 gmina Dubicze Cerkiewne ma obszar 151,19 km², w tym:
- użytki rolne: 46%
- użytki leśne: 45%

Gmina stanowi 9,31% powierzchni powiatu.

## Demografia

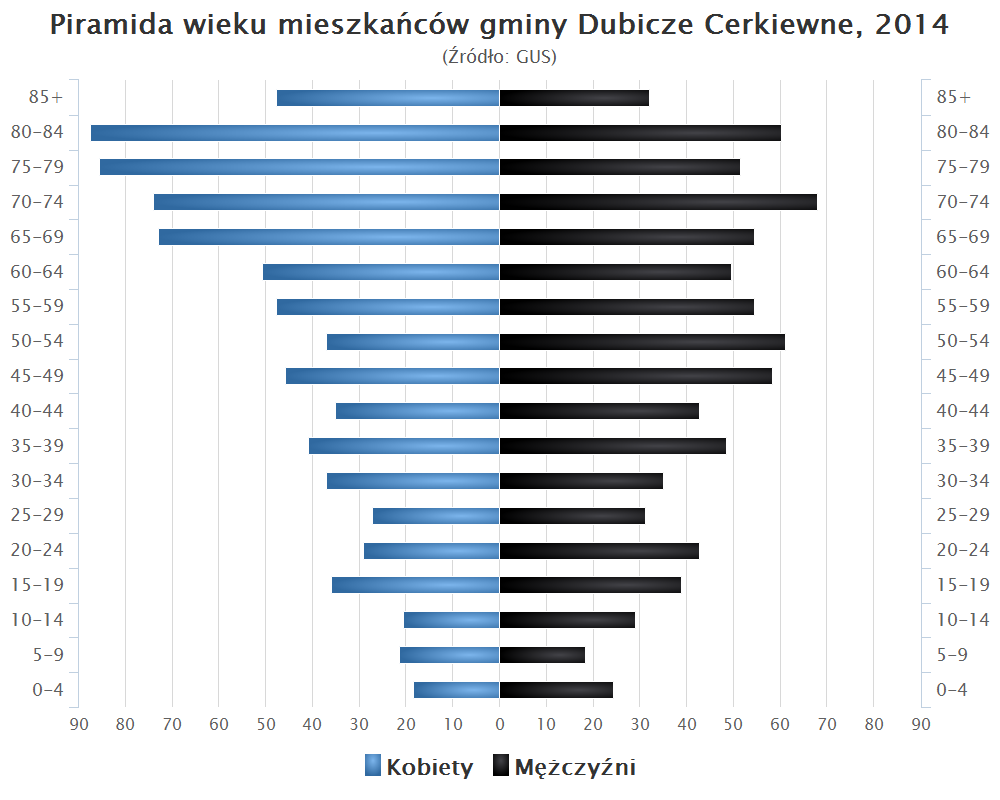
Piramida wieku mieszkańców gminy Dubicze Cerkiewne w 2014 roku

Dane z 31 grudnia 2017 roku.
| Opis                              | Ogółem | Ogółem | Kobiety | Kobiety | Mężczyźni | Mężczyźni |
| --------------------------------- | ------ | ------ | ------- | ------- | --------- | --------- |
| jednostka                         | osób   | %      | osób    | %       | osób      | %         |
| populacja                         | 1 567  | 100    | 798     | 50,9    | 769       | 49,1      |
| gęstość zaludnienia (mieszk./km²) | 10     | 10     | 6       | 6       | 4         | 4         |

## Skład narodowościowy
Zgodnie z wynikami Narodowego Spisu Powszechnego z 2002 roku Dubicze Cerkiewne były gmina z najmniejszym w kraju odsetkiem ludności polskiej. Od tego czasu wystąpiły istotne zmiany w autoidetyfikacji mieszkanców. Sytuacja wygląda inaczej według Narodowego Spisu Powszechnego Ludności i Mieszkań 2021.
W 2002 przynależność do narodowości polskiej zadeklarowało podczas spisu tylko 16,63% mieszkańców, 2021 było to już 76,91%
Narodowość białoruską podało w 2002 roku 81,33% ludności, zaś w 2021 40,77%.
W 2002 1,55% mieszkańców określiło się jako Ukraińcy, natomiast w 2021 ta wartość wzrosła do 3,06%.
Duża część mieszkańców - 36,99%,deklaruje posługiwaniem się gwarami podlaskimi (polsko-białorusko-ukraińskimi).

## Miejscowości
Czechy Orlańskie, Czechy Orlańskie (gajówka), Długi Bród, Dubicze Cerkiewne, Tofiłowce, Górny Gród, Grabowiec, Istok, Jagodniki, Jakubowo, Jelonka, Jodłówka, Klakowo, Koryciski, Kraskowszczyzna, Kruhłe, Nikiforowszczyzna, Pasieczniki Małe, Piaski, Rutka, Siemiwołoki, Stary Kornin, Starzyna, Werstok, Wiluki, Witowo, Wojnówka, Wygon, Zabagonie.

## Sąsiednie gminy
Czyże, Hajnówka, Kleszczele, gmina Orla. Gmina sąsiaduje z Białorusią (sielsowiety Wierzchowice i Kamieniuki rejonu kamienieckiego).